# Barry Fitzgerald
Barry Fitzgerald, geboren als William Joseph Shields (Dublin, 10 maart 1888 - aldaar, 14 januari 1961) was een Iers acteur.

## Levensloop en carrière
Fitzgerald werkte in het begin van zijn carrière deeltijds in het Abbey Theatre. Hij begon zijn eigenlijke acteercarrière in 1929 in Juno and the Paycock van Sean O'Casey. Eind jaren '30 kwam zijn carrière goed op gang. In 1937 speelde hij in The Plough and the Stars naast Barbara Stanwyck. Een jaar later speelde hij naast grote sterren Cary Grant en Katharine Hepburn in Bringing Up Baby. In de jaren '40 kende zijn carrière een hoogtepunt met rollen in The Long Voyage Home naast John Wayne, How Green Was My Valley, Tarzan's Secret Treasure, Going My Way en The Naked City. Ook in de jaren '50 had hij nog enkele grote rollen zoals in The Quiet Man. In 1959 keerde hij terug naar Dublin, waar hij twee jaar later op 72-jarige leeftijd overleed.

## Beknopte filmografie
- The Plough and the Stars (1937)
- Bringing Up Baby (1938)
- The Long Voyage Home (1940)
- The Sea Wolf (1941)
- How Green Was My Valley (1941)
- Tarzan's Secret Treasure (1941)
- Going My Way (1944)
- And Then There Were None (1945)
- The Naked City (1948)
- Union Station (1950)
- The Quiet Man (1952)